# Злітно-посадковий майданчик

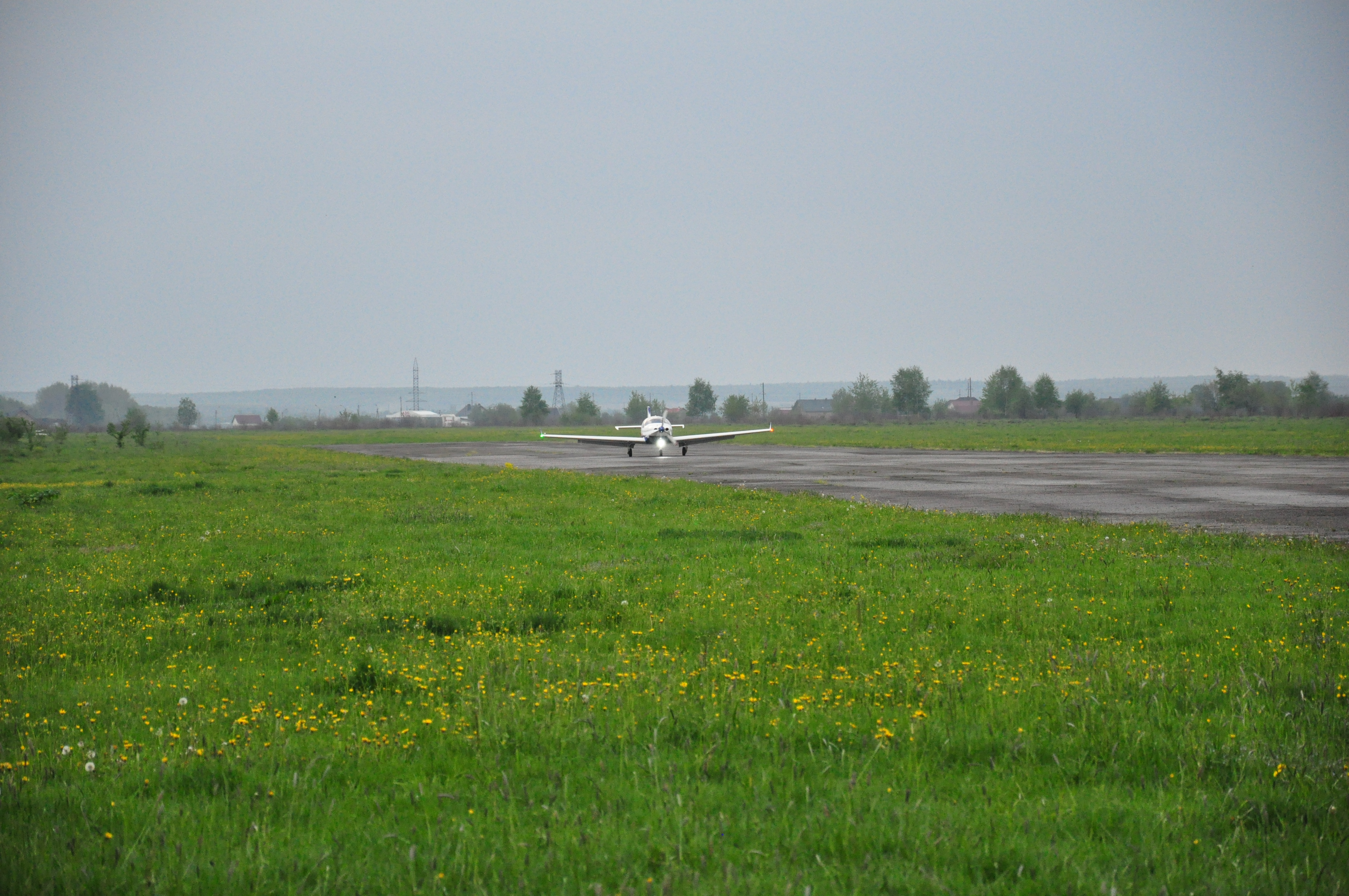
ЗПМ у м. Коломия (П'ядики)

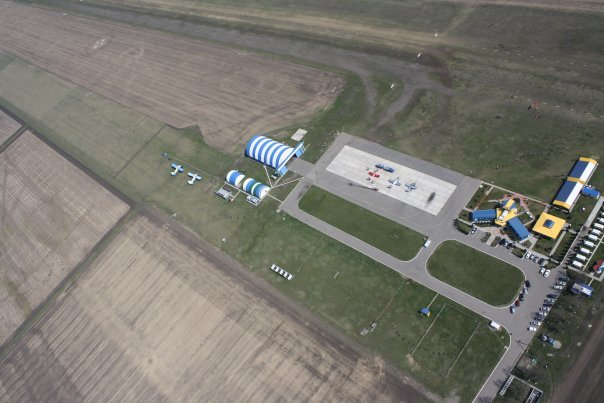
Аеродром Майське в м. Дніпро

Злíтно-посадкóвий майдáнчик (ЗПМ) ― земельна (водна, льодова) ділянка або спеціально підготовлений майданчик мінімально допустимих розмірів, що забезпечує зліт та посадку легких повітряних суден. Експлуатантом ЗПМ може виступати юридична або фізична особа (приватний пілот), яка його використовує.
ЗПМ залежно від ступеня обладнання та тривалості використання поділяються на постійні та тимчасові.

## Вимоги до ЗПМ
| Параметри (м)                           | Параметри (м)                           | Параметри (м) |
| --------------------------------------- | --------------------------------------- | ------------- |
| Літна смуга                             | Довжина                                 | 300-1200      |
| Літна смуга                             | Ширина                                  | 50-100        |
| Штучна ЗПС                              | Довжина                                 | 300-1200      |
| Штучна ЗПС                              | Ширина                                  | 30            |
| Штучна ЗПС                              | Довжина кінцевої смуги безпеки польотів | 100           |
| Штучна ЗПС                              | Ширина бокової смуги безпеки            | 25            |
| МРД і з'єднувальні                      | Ширина                                  | 12            |
| РД допоміжні                            | Ширина                                  | 8-10          |
| Вивідні                                 | Ширина                                  | 8             |
| Радіус спряження                        | На приєднанні до ЗПС                    | 15            |
| Радіус спряження                        | На перетинах і поворотах                | 15            |
| Максимальний ухил (проміле)             |                                         |               |
| ЗПС                                     | Поздовжній ухил                         | 25            |
| ЗПС                                     | Поперечний ухил 1-скатний профіль       | 20            |
| ЗПС                                     | Поперечний ухил 2-скатний профіль       | 15            |
| РД і МС                                 | Поздовжній ухил (лише РД)               | 30            |
| РД і МС                                 | Поперечний ухил 1-скатний профіль       | 20            |
| РД і МС                                 | Поперечний ухил 2-скатний профіль       | 20            |
| Ґрунтові обочини РД і МС поза межами ЛС | Ухил обочин у будь-якому напрямку       | 30            |
| Ґрунтові обочини РД і МС поза межами ЛС | Спряження обочин із місцевістю          | 100           |
| Приаеродромна територія                 | Довжина (км)                            | 30            |
| Приаеродромна територія                 | Ширина (км)                             | 20            |
| Смуга повітряних підходів               | Довжина (км)                            | 10            |